# 유리 사상
대수기하학에서 유리 사상(有理寫像, 영어: rational map)은 “거의 어디서나” (즉, 조밀 열린 부분 스킴)에서 정의되는 스킴 사상이다. 이를 통해, 쌍유리 동치(雙有理同値, 영어: birationally equivalent), 즉 두 스킴의 “거의 어디서나” 동형의 개념을 정의할 수 있다.

## 정의

### 유리 사상
다음 데이터가 주어졌다고 하자.
- 두 스킴 {\displaystyle X}, {\displaystyle Y}
- {\displaystyle X}의 조밀 열린 부분 스킴 {\displaystyle U,U'\subseteq X}
- 연속 함수 {\displaystyle f\colon U\to Y}, {\displaystyle f'\colon U'\to Y}

만약 다음 조건을 만족시키는 {\displaystyle V}가 존재한다면, {\displaystyle f}와 {\displaystyle f'}이 서로 유리 동치라고 하자.
- {\displaystyle V}는 {\displaystyle X}의 조밀 열린 부분 스킴이다.
- {\displaystyle V\subseteq U\cap U'}이다.
- (스킴 사상으로서) {\displaystyle f\upharpoonright V=f'\upharpoonright V}이다.

{\displaystyle X}의 조밀 열린 부분 스킴을 정의역으로 하고,  {\displaystyle Y}를 공역으로 하는 {\displaystyle {\mathcal {S}}}-스킴 사상들의 집합 {\displaystyle {\mathcal {S}}_{X,Y}}를 생각하자. 그렇다면, 위 관계는 {\displaystyle {\mathcal {S}}_{X,Y}} 위의 동치 관계를 이룬다. 이에 대한 몫집합 {\displaystyle {\mathcal {S}}_{X,Y}/\sim }의 원소를 {\displaystyle X\to Y} 유리 사상이라고 한다.:23
스킴 {\displaystyle X} 위의 항등 유리 사상은 {\displaystyle \operatorname {id} _{X}\colon X\to X}의 동치류이다.

### 우세 유리 사상
일반적으로, 유리 사상은 합성할 수 없다. 이 문제를 해결하려면, 우세 유리 사상의 개념을 도입해야 한다.
두 위상 공간 {\displaystyle X}, {\displaystyle Y} 사이의 함수 {\displaystyle f\colon X\to Y}에 대하여, 만약 그 치역이 공역 {\displaystyle Y}의 조밀 집합이라면, {\displaystyle f}를 우세 함수(영어: dominant map)라고 한다.
두 스킴 {\displaystyle X}, {\displaystyle Y} 사이의 유리 사상 {\displaystyle [f]}에 대하여 다음 두 조건이 서로 동치이며, 이를 만족시키는 유리 사상을 우세 유리 사상(優勢有理寫像, 영어: dominant rational map)이라고 한다.:23
- 동치류 {\displaystyle [f]}의 원소 가운데 적어도 하나 {\displaystyle f\colon U\to Y}에 대하여, {\displaystyle f}는 우세 함수이다.
- 동치류 {\displaystyle [f]}의 모든 원소는 우세 함수이다.

두 기약 스킴 사이의 우세 유리 사상은 합성이 가능하며, 항등 유리 사상은 우세 유리 사상이다. 따라서, 기약 스킴과 우세 유리 사상들은 범주를 이룬다. 마찬가지로, 임의의 대수적으로 닫힌 체 {\displaystyle K}에 대하여,  {\displaystyle K}-대수다양체와 우세 유리 사상들은 범주를 이룬다.

### 쌍유리 사상
기약 스킴과 우세 유리 사상의 범주의 동형 사상을 쌍유리 사상(雙有理寫像, 영어: birational map)이라고 한다. 마찬가지로, 대수적으로 닫힌 체 {\displaystyle K}에 대하여, {\displaystyle K}-대수다양체와 우세 유리 사상의 범주의 동형 사상을 {\displaystyle K}-쌍유리 사상이라고 한다.:24

### 쌍유리 동치
대수적으로 닫힌 체 {\displaystyle K}에 대하여, 두 {\displaystyle K}-대수다양체 {\displaystyle X}, {\displaystyle Y} 사이에 다음 조건들이 서로 동치이며,:26, Corollary 4.5 이를 만족시키는 두 대수다양체를 서로 쌍유리 동치(雙有理同値, 영어: birationally equivalent)라고 한다.:24
- {\displaystyle X}와 {\displaystyle Y} 사이에 쌍유리 사상이 존재한다.
- 서로 동형인 (자리스키) 열린 집합 {\displaystyle {\tilde {X}}\subset X}, {\displaystyle {\tilde {Y}}\subset Y}가 존재한다.
- {\displaystyle X} 위의 유리 함수체 {\displaystyle {\mathcal {K}}_{X}(X)}와 {\displaystyle Y} 위의 유리 함수체 {\displaystyle {\mathcal {K}}_{Y}(Y)}는 {\displaystyle K}-대수로서 서로 동형이다.

## 예
부풀리기는 쌍유리 사상이지만, 대수다양체의 동형이 아니다.

## 같이 보기
- 부풀리기
- 유리 함수층
- 극소 모형 프로그램